# Gaspar Rubio
Gaspar Rubio Meliá (ur. 14 grudnia 1907 w Prowincji Walencja, zm. 3 stycznia 1983 w Meksyku) – hiszpański piłkarz (napastnik) i trener piłkarski, zawodnik m.in. Realu Madryt.

## Życiorys
Kiedy miał 18 lat, zadebiutował w San Sadurní de Noya, a później poszedł do Levante UD. Znając jego umiejętności napastnika, Real Madryt podpisał go w 1928 roku. W sezonach 1928/29 i 1929/30 był najlepszym strzelcem spośród Los Blancos. Po czteroletniej przerwie, związanej prawdopodobnie z wyjazdem do Latynoameryki i grą w tamtejszych drużynach, został zawodnikiem Valencia CF. Po hiszpańskiej wojnie domowej pozostał w kraju do 1957, grając dla Realu Murcja i Granada CF, a następnie będąc trenerem. W 1957 wyjechał do Meksyku gdzie spędził resztę życia.